# Рожина, Мария Александровна
Рожина Мария Александровна (26 января 1918 — 3 мая 1997) — передовик советского сельского хозяйства, доярка племенного молочного совхоза «Караваево» Министерства совхозов СССР, Костромской район Костромской области, Герой Социалистического Труда (1949).

## Биография
Родилась в 1918 году в деревне Городищи (ныне — Псковского района Псковской области) в крестьянской семье. В 1940 году вся семья переехала на Карельский перешеек. В начале Великой Отечественной войны вновь были вынуждены переезжать, на сей раз эвакуировались в Костромскую область.
В 1943 году трудоустроилась дояркой в совхоз «Караваево» и получила группу коров костромской породы. По итогам деятельности за 1947 год надоила от восьми коров по 5625 килограммов молока. Была представлена к награждению Орденом Ленина.
В 1948 году смогла улучшить свои результаты и получила от закреплённых коров по 5993 килограмма молока в среднем.
«За получение высокой продуктивности животноводства в 1948 году», указом Президиума Верховного Совета СССР от 12 июля 1949 года Марии Александровне Рожиной было присвоено звание Героя Социалистического Труда с вручением ордена Ленина и медали «Серп и Молот».
Продолжала работать дояркой с совхозе и в 1952 году получила новый рекордный результат, за который была удостоена третьим орденом Ленина.
Неоднократно представляла совхоз на выставке достижений народного хозяйства, участвовала в сельскохозяйственной выставке в Югославии.
Проживала в посёлке Караваево. Умерла 3 мая 1997 года. Похоронена в селе Паддубное близ Караваево.

## Награды
За трудовые успехи была удостоена:
- золотая звезда «Серп и Молот» (12.07.1949);
- три ордена Ленина (25.08.1948, 12.07.1949, 04.05.1953);
- другие медали.